# Berryz工房コンサートツアー2012春 〜ベリーズステーション〜
『Berryz工房コンサートツアー2012春 〜ベリーズステーション〜』（ベリーズこうぼうコンサートツアーにせんじゅうにはる ベリーズステーション）は2012年3月3日から4月29日まで開催されたBerryz工房のコンサートツアーである。DVD・Blu-rayが2012年8月8日に発売された。発売元はピッコロタウン。
前年の春ツアーが新聞社をテーマにしたのに対し、今回のツアーは放送局をテーマにしている。

## 日程
全会場1日2公演。
- 3月3日・4日：神奈川・ハーモニーホール座間大ホール
- 3月20日：大阪・NHK大阪ホール
- 3月24日：千葉・浦安市文化会館 　※昼公演で単独公演200回の、お祝いが行われた。
- 4月1日：神奈川・よこすか芸術劇場
- 4月7日：東京・渋谷公会堂 ※夏焼は扁桃周囲炎のため欠席
- 4月8日：愛知・中京大学文化市民会館オーロラホール ※夏焼は扁桃周囲炎のため欠席

追加日程
- 4月28日・29日：東京・中野サンプラザ

## DVD/Blu-ray
『Berryz工房コンサートツアー2012春 〜ベリーズステーション〜』（DVD・Blu-ray：2012年8月8日）
2012年4月29日に中野サンプラザにて行われたコンサートツアー千秋楽の模様を収録。
1. OPENING
2. 世の中薔薇色
3. 愛のスキスキ指数 上昇中
4. VTR映像【メンバー紹介】
5. Be 元気＜成せば成るっ!＞
6. ヒーロー現る!
7. MC1
8. Mythology〜愛のアルバム〜
9. Shy boy[注釈 1]
10. ジンギスカン
11. MC2
12. 恋愛模様（徳永・須藤・熊井・菅谷）
13. 新しい日々（清水・嗣永・夏焼）
14. Because happiness[注釈 2]
15. MC3【Berryz 大喜利STATION】（須藤亭まあさ・千奈美亭とくっち・みやび屋ビーム・清水家きゃぷてん・ゆるし亭にゃん子）
16. ハピネス〜幸福歓迎!〜（熊井・菅谷）
17. 恋の呪縛（清水・嗣永）
18. MC4【Berryz KIDS STATION】（清水・嗣永）〜ももちのにゃんでも相談室〜 →ももち!許してにゃん♡体操
19. MC5【Berryz 報道 STATION】
20. スッペシャル ジェネレ〜ション（徳永・須藤・夏焼）
21. 恋してる時はいつも…
22. MC6
23. 抱きしめて 抱きしめて
24. ああ、夜が明ける
25. バカにしないで
26. MC7
27. ライバル
28. かっちょ良い歌
29. ENCORE：桜→入学式[注釈 3]
30. ENCORE：MC8
31. ENCORE：雄叫びボーイ WAO!（スパークVer.）
32. ENCORE：一丁目ロック！

特典映像：昼公演 日替わり曲
16. あなたなしでは生きてゆけない（熊井・菅谷）
17. ファイティングポーズはダテじゃない!（清水・嗣永）
20. ピリリと行こう!（徳永・須藤・夏焼）
21. 蝉